# بيت الشمس المشرقة (لوست)
«بيت الشمس المشرقة» هي الحلقة السادسة من الموسم الأول من المسلسل التلفزيوني الأمريكي لوست. تركز الحلقة على جين-سو كوون (دانيال داي كيم)، الذي يهاجم مايكل داوسن بوحشية (هارولد بيرينو)؛ لا يعرف الناجون السبب لأن جين وزوجته صن هوا كوون (كيم يونجين) يتحدثون الكورية فقط. في هذه الأثناء، يقترح جاك شيبارد (ماثيو فوكس) أن ينتقل الناجون إلى الكهوف من الشاطئ. كانت الحلقة هي الأولى التي تتميز بتعريف قصة صن وجين، والأولى التي تظهرهم في الفلاشباك. أخرج الحلقة مايكل زينبرغ وكتبها خافيير جريللو ماركسواتش.
بعد أن تم اختيارهما، كانت يونجين كيم ودانيال داي كيم متخوفين من أن علاقة شخصياتهما ستعزز التصورات السلبية تجاه الشعب الكوري؛ شعرت يونجين كيم أنه كان تصويرًا قديمًا من شأنه أن يؤثر على مجتمع قليل التطلع على الثقافة الكورية. ناقش الممثلون هذا الأمر مع منتجي المسلسل، مما أدى إلى كتابة «بيت الشمس المشرقة» والتصوير متعدد الأوجه لعلاقتهم ببعض. تم بث حلقة بيت الشمس المشرقة لأول مرة في 27 أكتوبر 2004 على شبكة ABC الأمريكية.
يقدر بنحو 16.83 مليون مشاهد شاهدوا الحلقة في أول بث لها، وحصلت على نسبة تقييم 6.4/17، بزيادة طفيفة عن الحلقة السابقة. تلقى مراجعات إيجابية بالغالبية، حيث ركز النقاد على الكشف عن علاقة جين وصن.

## القصة

### الفلاشباك
كانت صن في حفلة، ويقدم لها النادل جين الشمبانيا. سرعان ما يطورون علاقتهم ببعض، مع رغبة صن في الهروب مع جين إلى أمريكا، لكن جين يصر على أن يخبروا والدها بشرف أنهم يواعدون بعضهم البعض. يوافق والد صن على علاقتهما بشرط أن يعمل جين لديه. بعد ليلة واحدة من زواجهما، عاد جين إلى المنزل ملطخ بدماء شخص آخر. صن غضبت لأنه رفض أن يشرح لها عن الدم وتصفعه. أخبر جين صن أنه يفعل كل ما يأمره والدها بفعله. بعد بضع سنوات، تخطط صن سرًا لترك جين ووالدها، لكي تكون حرة في الذهاب إلى أي مكان تريده. ومع ذلك، فهي لم تتابع خططها بعد أن عبر جين عن لفتة محبة لها، وصعدت على متن الرحلة 815 مع زوجها.

### على الجزيرة
إنه اليوم السابع، 28 سبتمبر 2004، يذهب جاك شيبارد وكيت أوستن (إيفانجلين ليلي) وتشارلي بيس (دومينيك موناغان) وجون لوك (تيري أوكوين) إلى الكهوف لتجميع المياه واستكشاف المنطقة. يخطو تشارلي على خلية نحل، ويطلب منه لوك ألا يتحرك وإلا ستنكسر الخلية. يصفع تشارلي نحلة على وجهه وينقل وزنه، مما يتسبب في انكسار الخلية وتعرض الجميع للدغة.
في وقت لاحق في الكهوف، اكتشف الناجون هيكلين عظميين متحللين منذ فترة طويلة، أحدهما ذكر والآخر أنثى، أطلق عليهما لوك لقب «آدم وحواء». بسبب تدهور ملابسهم، يقدر جاك أنهم ماتوا منذ 40-50 عامًا على الأقل، ووجد معهم كيسًا يحتوي على حجرين: أحدهما أسود والآخر أبيض. (تم الكشف عن هويتهم وأصولهم في حلقة لاحقة.)
يقوم لوك وتشارلي بإزالة الحطام في الكهوف ويخبر لوك تشارلي أنه تعرف عليه من فرقة تشارلي في درايف شافت. يسعد تشارلي أن شخصًا آخر بخلاف كيت، على دراية بخلفيته الموسيقية.
في هذه الأثناء، صُدمت صن لرؤية جين يهاجم مايكل على الشاطئ بدون سبب واضح. تمكن جيمس "سوير" فورد (جوش هولواي) وسعيد جراح (نافين أندروز) من إخضاع جين وتقييد يديه بالحطام. يقول مايكل إن الهجوم كان بدوافع عنصرية، ولكنه يخبر ابنه والت لويد (مالكولم ديفيد كيلي) انه ليس صحيحًا.
تجد صن مايكل وحده، وتقول باللغة الإنجليزية بطلاقة، «أريد أن أتحدث إليك.» صُدم مايكل لأنها تتحدث الإنجليزية. أخبرته صن أن جين غير مدرك لهذا، وتوضح أن جين هاجم مايكل بغضب بسبب الساعة التي يرتديها، والتي تخص والدها. يقول مايكل إنه وجدها في الحطام وهي ليست مهمة.
يعود جاك وكيت إلى الشاطئ ويبدأ جاك في التحدث إلى الناس حول الانتقال إلى الكهوف. يتجادل المنبوذون حول ما إذا كانوا سيبقون على الشاطئ حيث يمكن أن يراهم فريق الإنقاذ (ويحافظوا على إشارة النار مشتعلة)، أو الانتقال إلى الكهوف، حيث يوجد المزيد من المأوى والمياه العذبة. تنقسم المجموعة إلى معسكرين وفقًا لذلك: جاك، لوك، تشارلي، هوغو "هيرلي" رييس (خورخي جارسيا)، جين، صن، إيثان روم (ويليام مابوثر)، دكتور ليزلي أرزت (دانيال روبوك)، دوغ، وسوليفان (سكوت بولين) ينتقلوا إلى الكهوف بينما كيت، سوير، سعيد، كلير ليتلتون (إميلي دي رافين)، مايكل داوسون (هارولد بيرينو)، والت، فينسنت (ماديسون)، شانون روثرفورد (ماجي جريس)، بون كارليل (إيان سومرهالدر)، روز نادلر (ل.سكوت كالدويل) وسكوت جاكسون (كريستيان بومان) وستيف جينكينز (داستن واتشمان) بقوا على الشاطئ.
في الكهوف، أخبر لوك تشارلي أنه يعلم أن تشارلي مدمن على الهيروين. يقول لوك إنه إذا تخلى تشارلي عن مخدراته، فإن الجزيرة ستمنحه غيتاره، وهو ما يفتقده بشدة. تشارلي يسلم الهيروين ولوك يريه مكان الغيتار بينما تشارلي منتشي.
على الشاطئ، كيت ترفض الذهاب مع جاك إلى الكهوف. اقترب مايكل من جين مع فأس وألقى بالساعة في وجهه، وصرخ أن القتال على الساعة «أمر سخيف، لأن الوقت لا يهم في جزيرة ملعونة.» بينما يحرر مايكل جين من الأصفاد، يبقى أحد الأصفاد على معصمه، ويخبر مايكل جين بالابتعاد عنه وعن والت. في تلك الليلة في الكهوف، عزف تشارلي على جيتاره بينما عاد جاك مع أناس من الشاطئ. تنتهي الحلقة بمقاطع من المجموعتين، بينما يتم تشغيل موسيقى لويلي نيلسون «هل أنت متاكد» في الخلفية.

## الإنتاج

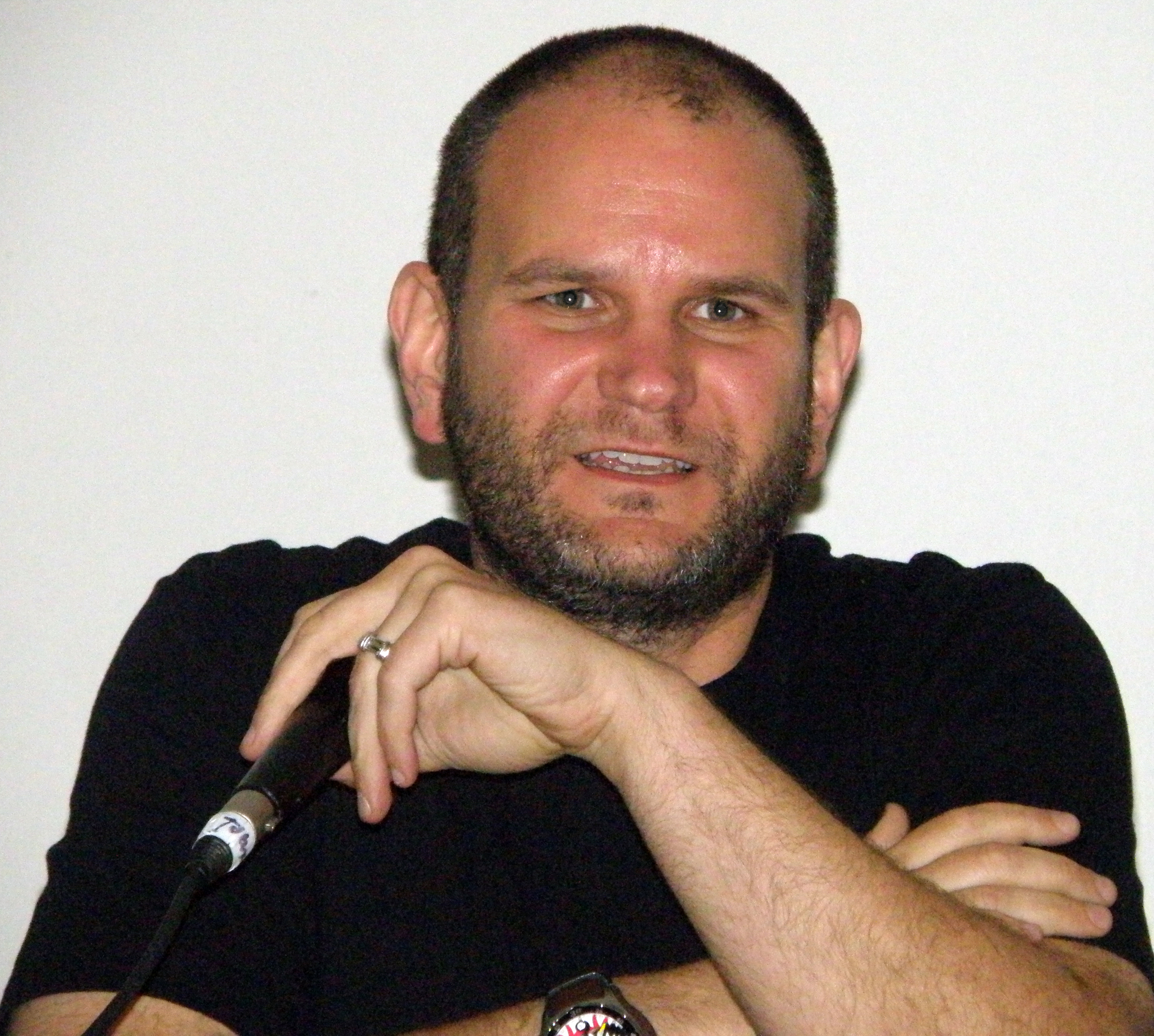
كتب الحلقة المنتج المشرف خافيير جريللو ماركسواش.

وُلِد كل من يونجين كيم ودانييل داي كيم في كوريا ولكنهما نشأوا في الولايات المتحدة. قامت ين جيم كيم في البداية باختبار أداء دور كيت، لكن المنتجين أحبوها كثيرًا لدرجة أنهم ابتكروا شخصية جديدة تمامًا لها، وهي جزء من «زوجين منفصلين عن بقية المجموعة لأنهم لا يستطيعون التواصل.»  تم البحث عن ممثل كوري ذكر ليكون شريك كيم، مع فوز داي كيم بالدور. وهو قد انتقل من كوريا الجنوبية عندما كان طفلًا صغيرًا ونسي معظم لغته الكورية في الوقت الذي فاز فيه بدور جين؛ اثناء التصوير ساعدته كيم في اللغة،   كانت لهجته تبدو ضعيفة للمتحدثين الأصليين.
عنوان الحلقة هو إشارة إلى أغنية «بيت الشمس المشرقة»، التي أشاعها فريق الروك الإنجليزي "الحيوانات" في عام 1964.  كانت الحلقة الأولى التي تكشف عن خلفية صن وجين،  وأيضا كونهما المحور الرئيسي لفلاشباك الحلقة.  شعرت يونجين كيم أن الطريقة الأولية التي تم بها تصوير صن وجين تمثل صورة "عفا عليها الزمن" لعلاقة كورية.  شعرت هي وآخرون في المجتمع الكوري بالقلق من أن هذا سيؤثر على تصور الكوريين، بسبب عدم ظهور ذلك العرق بشكل كبير في وسائل الإعلام الأمريكية. ناقش الممثلان "ردود الفعل السلبية المحتملة" مع المنتجين في وقت مبكر من تطوير المسلسل،   وقاد خوف ين جن كيم المؤلف المشارك ج.ج. أبرامز لضمان سرد قصة شخصيتها.
المشرف المنتج خافيير جريللو-ماركسواتش الذي كتب «بيت الشمس المشرقة»، وجد صعوبة في كتابة قصة جين وصن، لأنه لا يتحدث الكورية وكان عليه الدخول في «مجال ثقافي» ليس لديه أي مرجع شخصي عنه. علق مسؤول الحلقة دامون ليندلوف أنه نظرًا لأن النص مكتوب باللغة الإنجليزية، لاحظ المنتجون أن جميع الحلقة تقريبًا ستتم ترجمتها، مما جعلهم يخشون من رد فعل ABC. وبدلاً من ذلك استقبلها المسؤولون التنفيذيون في الشبكة إيجابيا، ولم يهتموا إلا بـ «الديناميكيات العرقية المتأصلة المعقدة في القصة حيث كان رجل كوري يهاجم رجلاً أسود».
من منظور داي كيم، تحطم جين على الجزيرة ليجد نفسه في «أسوأ سيناريو ممكن» - حيث إنه «من بين مجموعة من الغرباء، ولا يتحدث الإنجليزية، ويشك في الناس». اعتقد كيم أنه من المهم نقل وقوع أول حب بين صن وجين قبل إظهار اغترابهما عن الآخر.
شدد جريلو ماركسواش على أهمية الحلقة بسبب اكتشاف الكهوف، الأمر الذي دفع الناجين إلى أن يصبحوا «ساكنين متفرغين للجزيرة». بالإشارة إلى قصة جين-صن ولوك-تشارلي في الحلقة، شعر جريلو-ماركسواتش أن الجزيرة كانت على وشك «إجبارها على مواجهة شياطينك الداخلية [و] العمل على أشياء» لم يتم التطرق إليها من قبل. يستند خوف تشارلي من النحل إلى تجربة من حياة غريللو ماركسواش. على الرغم من رهاب الشخصية، استمتع موناغان بالعمل مع النحل. تلك المستخدمة في الحلقة كانت يعاسيب ذكور، مما يعني أنها تفتقر إلى اللسعات وأنها مطيعة بما يكفي للتعامل معها بسهولة. تم تغطية رأس موناغان وذراعيه بالعسل اللزج لتشجيع النحل على الهبوط والبقاء عليه أثناء التصوير. لمحاكاة هروب جاك وكيت من النحل، أنشأ فريق المؤثرات الخاصة «نحل CG» ثم أضافهم في مرحلة ما بعد الإنتاج. أخرجها مايكل زينبيرج ومثلت سورا جونغ كضيفة. 

## ما بعد البث
تم بث «بيت الشمس المشرقة» لأول مرة في الولايات المتحدة في 27 أكتوبر 2004.  يقدر بنحو 16.83 مليون مشاهد أمريكي شاهد العرض الأول للحلقة،  وحصل على نسبة تقييم 6.4/17، وهي زيادة طفيفة من الحلقة السابقة. احتلت حلقة «بيت الشمس المشرقة» المركز الثالث عشر للأسبوع بين جميع الشبكات الرئيسية.
تلقت الحلقة مراجعات إيجابية في الغالب. في عملها لعام 2006 إيجاد لوست: الدليل الغير رسمي، وصفتها نيكي ستافورد بأنها «حلقة ممتازة، ذات نغمة موسيقية جميلة حزينة».  اعتبر روبرت دوجيرتي، مؤلف كتاب «دليل حلقات لوست للآخرين: مختارات غير رسمية» لعام 2008، الحلقة «الأصغر التي تحركها الشخصية» «يجب مشاهدتها». استشهد بعرضه لـ ين جيم كيم والكشوفات المحيطة بعلاقة جين وصن، على الرغم من أن دوجيرتي اعترف بأن بعض المشاهدين ربما وجدوا هذه الشخصيات الثانوية غير مثيرة للاهتمام. 
في عام 2008، صنف دان سنيرسون من مجلة الترفيه الإسبوعية الحلقة بـ A−. ووصف قصة جين-صن الرئيسية بأنها «حساسة وجذابة»، واعتقد أن قرار صن النهائي بالبقاء مع زوجها كان «مثيرًا للفضول» مثل الكشف عن أنها تستطيع التحدث بالإنجليزية. أشاد سنيرسون أيضًا بروح الدعابة والتوتر في الحلقة بين عقليات المنبوذين «سننقذ في أي دقيقة مقابل نحن سنبقى هنا لفترة».
كريس كارابوت، كتب لـ IGN في عام 2008، صنف «بيت الشمس المشرقة» بـ 8 من أصل 10 - إشارة إلى حلقة «عظيمة». لقد شعر أن موقف جين يستحق التعاطف وكان مصدرًا جيدًا لحبكات القصة المستقبلية، وكان سعيدًا أيضًا لأن حاجز اللغة قد تم حله إلى حد ما في وقت مبكر جدًا من السلسلة مع قدرة صن على التحدث باللغة الإنجليزية. في قائمة صنفت جميع حلقات لوست (باستثناء الحلقة النهائية)، صنفت صحيفة لوس أنجلوس تايمز «بيت الشمس المشرقة» 44 من أصل 110 حلقة، موضحة: «بغض النظر عن العنوان اللطيف، أثبتت هذه النظرة الأولى على زواج صن وجين أن العرض كان على استعداد لتجربة جميع أنواع القصص المختلفة ليكون ناجحًا». فازت حلقة «بيت الشمس المشرقة» بالإضافة إلى «الحلقة التجريبية» و «العثة» بجائزة Prism عن قصة تشارلي حول المخدرات. 